# Doctor Divago
Doctor Divago es un grupo musical de Valencia que comenzó su trayectoria en 1989, con una singular propuesta de pop y rock cantada en castellano.

## Historia

#### La década 90
La primera grabación que realizaron data de 1990, una maqueta con título Ejercicios de crueldad que contenía temas en directo.
En 1992 editaron su primer álbum Regalos vivos, a través del sello sevillano Trilita, y con diseño de la portada por el ilustrador gráfico valenciano Kike Correcher.
Dos años después, otra vez con portada de Kike Correcher, publicaron su segundo álbum Danzas de moda con el sello Baladas/Su Seguro Servidor.
En 1996 se publicó un tributo a Los Brincos por el sello Submarine Records, donde participaron con una versión de "Sola". Ese mismo año también estuvieron presentes en un compilado sobre Bob Dylan, titulado Bob Dylan Revisitado. Un Tributo en la Lengua del Amor, donde adaptaron al castellano la canción "Love minus zero, no limit".
En 1997, con el productor Dani Cardona, grabaron el tercer disco El loco del chándal,  distribuido por el sello mallorquín Sonic Recordings. Durante ese año, a través del sello Pussycats Records, se lanzó un recopilatorio dedicado a La Movida, con título Amigos de lo Ajeno. La Movida, donde los valencianos incluyeron una versión de "Fuego en mi oficina", canción de los granadinos 091.

#### La década 00
Con el sello Criminal Records publicaron el CD single "Jugando a Pillar en el Limbo", anticipo del cuarto álbum El Cuarto Trastero, que vio la luz en el año 2000, así como también en 2001 el primer recopilatorio de la banda Version 5.0, que incluyó canciones inéditas, y en 2003 el sexto álbum Un minuto antes de la realidad.
Un año antes, en 2002, participaron en dos tributos, el de Canciones de cuna y de rabia al grupo granadino 091 con la canción "Tormentas imaginarias", y el de Alaska, con la canción "Llegando hasta el final", de Alaska y Los Pegamoides.
En 2006 lanzaron el séptimo álbum Revuelta Elemental, con diseño de portada e ilustraciones por Antonio Chumillas, producido en el Estudio 54 de Dani Cardona, y donde se asentaría la formación de la banda con el compositor, vocalista y guitarrista Manolo Bertrán, Asensio ‘Wally’ Ros a la batería, Edu Cerdá al bajo y coros, David Vie a la guitarra y Antonio Chumillas a la armónica. Además contó con la colaboración de Paco Tamarit (Flauters, Serpentina…) en los teclados.
Un año después participaron en un homenaje a Surfin' Bichos, que llevó por título Family Album II, y en 2008, tras el EP Cuando perdimos el rumbo, publicaron con el sello Molusco el álbum Las canciones del año que viene, cuya portada fue otra vez realizada por el armonicista y diseñador Antonio Chumillas.

#### La década 10
En 2010 publicaron La belleza muda de los secretos del mar con el sello barcelonés La Produktiva, el mismo con el que se editó un año después el EP Madre de todas las demencias.
Tras la creación del sello discográfico Bonavena Música entre Manolo Bertrán y Raúl Tamarit, cantante del grupo valenciano Los Radiadores, publicaron en 2013 el décimo álbum Imperio.
Al cumplirse el 25 aniversario del grupo en 2014, lanzaron el recopilatorio Especial de la casa, que incorporó dos canciones inéditas. Además se incluyó el documental Los tontos buenos tiempos, dirigido por Rubén Soler y producido por Cápsulas Musicales, con aparición de críticos musicales como Jesús Ordovás o artistas como José Ignacio Lapido y Fernando Alfaro, junto a adaptaciones de temas clásicos de Barry McGuire, Jackie DeShannon o Bob Dylan.
A lo largo de 2014 también se publicó el libro En tierra de nadie, escrito por Mariano López Torregrosa, que era una biografía sobre los 25 años del grupo, y en 2018 se incluyeron varios de sus discos en el libro 1050 discos cardinales, el mismo año en que publicaron Complejo Alquería Frailes 13, cuyo título estaba dedicado a su local de ensayo.

#### La década 20
Otra vez a través del sello Bonavena y con portada de Antonio Chumillas, lanzaron en 2023 el álbum La Tierra Prometida.

## Discografía
- 1992 - Regalos Vivos (Trilita)
- 1994 - Danzas de moda (Baladas/Su Seguro Servidor)
- 1997 - El loco del chándal (Sonic Recordings)
- 2000 - El cuarto trastero (Criminal Records)
- 2001 - Versión 5.0 (Criminal Records)
- 2003 - Un minuto antes de la realidad (Criminal Records)
- 2006 - Revuelta elemental (Saimel)
- 2008 - Las canciones del año que viene (Molusco discos)
- 2010 - La belleza muda de los secretos del mar (La Produktiva)
- 2013 - Imperio (Bonavena Música)
- 2014 - Especial de la casa (Bonavena Música)
- 2018 - Complejo alquería frailes 13 (Bonavena Música)
- 2023 - La Tierra Prometida (Bonavena Música)

## Formación[14]
- Manolo Bertrán: voz principal, guitarra y compositor.
- Asensio Ros (Wally): batería.
- Antonio Chumillas (Chumi): armónica.
- Edu Cerdà: bajo.
- David Vie: guitarra.